# اکسیژن-۱۷
اکسیژن-۱۷ ایزوتوپ کم مقدار، طبیعی و پایدار اکسیژن است. مقدار ۰٫۰۳۷۳٪ در آب دریا و تقریباً دو برابر فراوان از دوتریوم است.
به عنوان تنها ایزوتوپ پایدار اکسیژن دارای چرخش هسته ای (+۵/۲) است.

## تاریخچه
این ایزوتوپ ابتدا فرض شده بود و سپس توسط پاتریک بلاکت در آزمایشگاه رادرفورد ۱۹۲۴ تصویربرداری شد.